# Urojenia prześladowcze
Urojenia prześladowcze – silne, fałszywe, niepodatne na perswazje przekonanie, zgodnie z którym żywiąca je osoba podlega pewnym niekorzystnym działaniom ze strony otoczenia. Działania te mogą być przez te osoby interpretowane jako wrogość, prześladowanie, śledzenie, jawny atak, oszukiwanie, dokuczanie czy też udział w spisku wymierzonym w tę osobę, mające na celu pozbawienie chorego jakichś ważnych dlań dóbr, jak godność, zdrowie, życie czy też własność.
Podobnie jak inne rodzaje urojeń, urojenia odsłonięcia zalicza się do zaburzeń treści myślenia.